# Agios Andreas, Patras
Agios Andreas (grekiska: Άγιος Ανδρέας) är en grekisk-ortodox basilika belägen i östra delen av staden Patras, i regionen Västra Grekland, i Grekland. 
Tillsammans med äldre kyrka som ligger i närheten utgör den en vallfärdsort för kristna från hela världen. Båda kyrkorna är tillägnade aposteln Andreas.

## Historik
Uppförandet av kyrkan, i grekisk bysantinsk stil, påbörjades år 1908 under överinseende av arkitekten Anastasios Metaxas och efter hans död 1937 av arkitekten Georgios Nomikos. Kyrkan invigdes år 1974. Sankt Andreas kyrka är den största i Grekland och den tredje största kyrkobyggnaden i bysantinsk stil på Balkan, efter Sankt Savas kyrka i Belgrad i Serbien och Alexander Nevskij-katedralen i Sofia i Bulgarien.

## Basilikan
På den centrala kupolen, 46 meter över marken, finns ett 5 meter långt guldpläterat kors och över de andra kupolerna finns 12 mindre kors. Dessa kors symboliserar Jesus och hans apostlar.
Kyrkorummet är dekorerat med väggmålningar och mosaiker i bysantinsk stil. Åtminstone 5000 personer ryms i kyrkan.

## Bilder

Basilikans interiör mot ikonostasen.
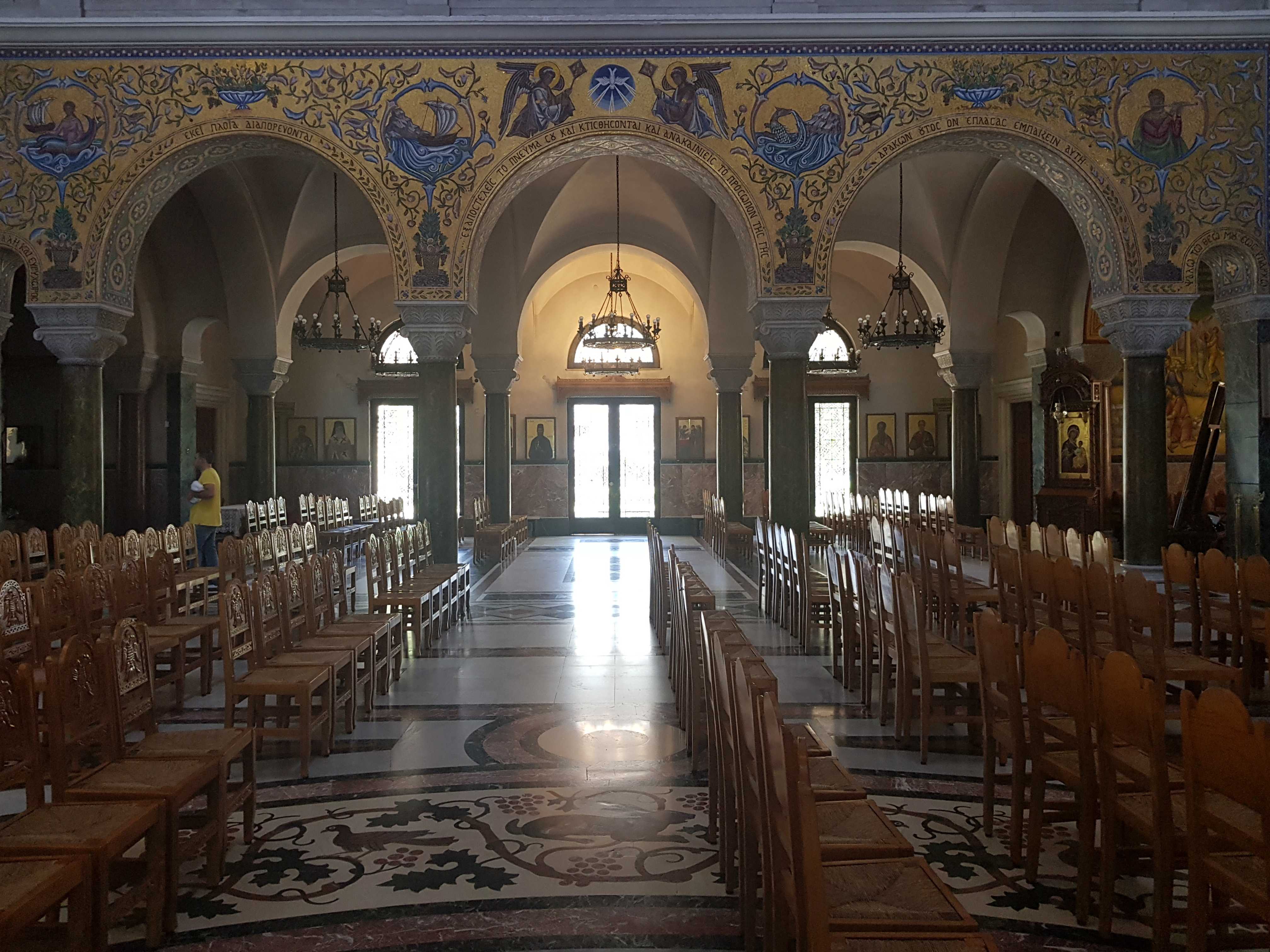
Interiören.
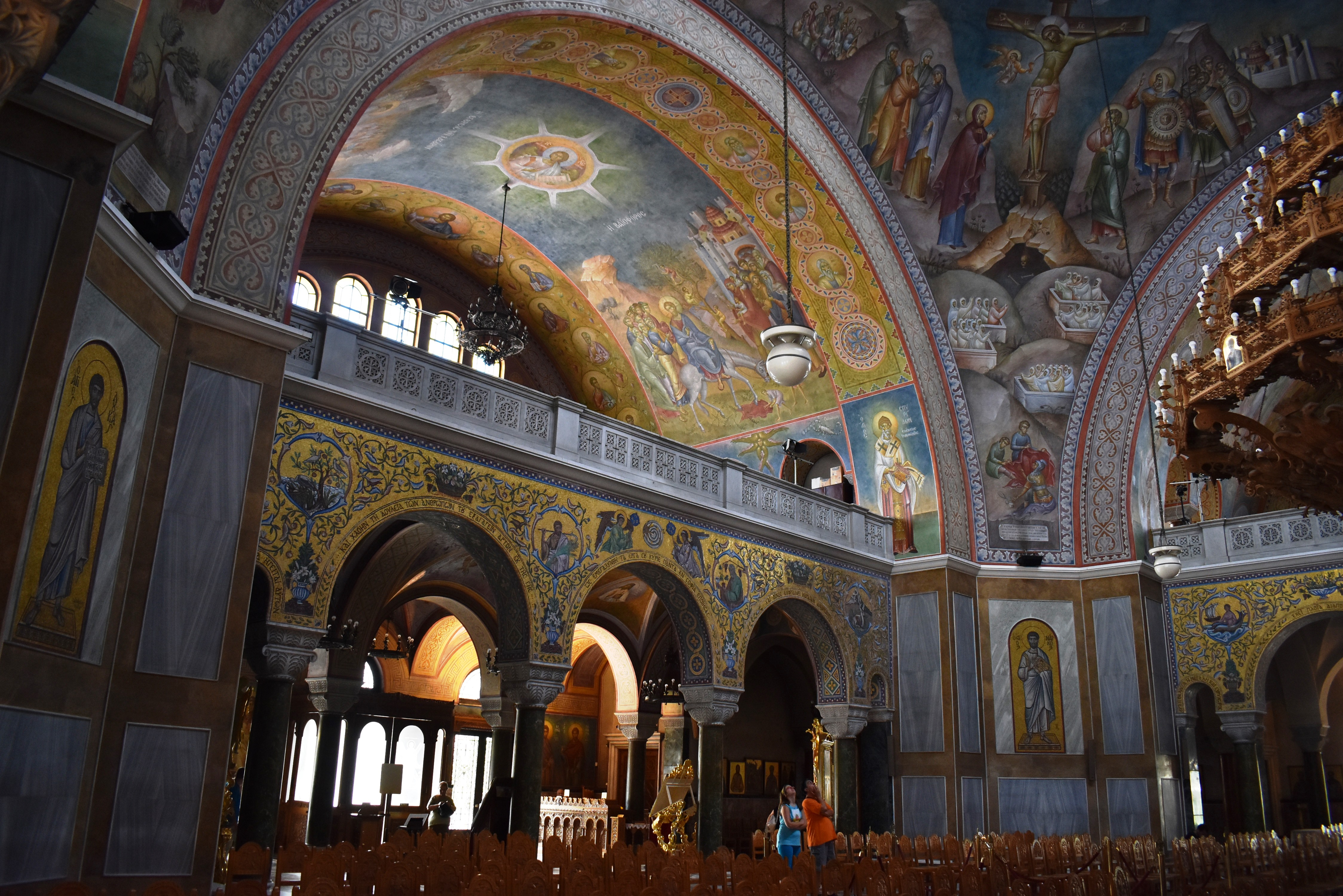
Interiören.
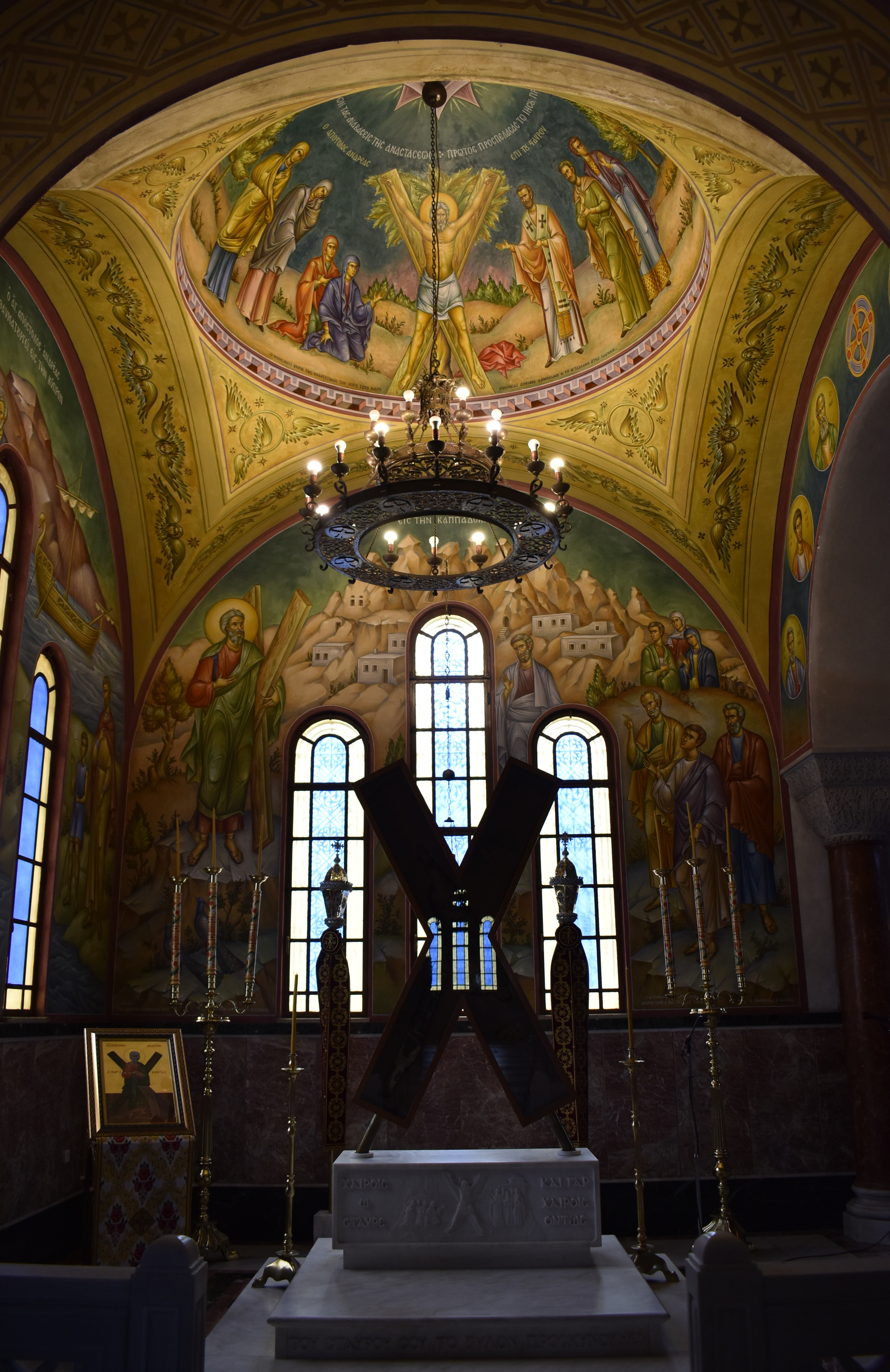
Interiören.